# Kokočak
Kokočak – wieś w Chorwacji, w żupanii virowiticko-podrawskiej, w mieście Orahovica. W 2011 roku liczyła 14 mieszkańców.